# リー (ジーンズ)
リー(Lee)、は1889年にカンザス州サライナに創設された食品と雑貨の卸商。正式名称はH.D.リー・マーカンタイル・カンパニー。

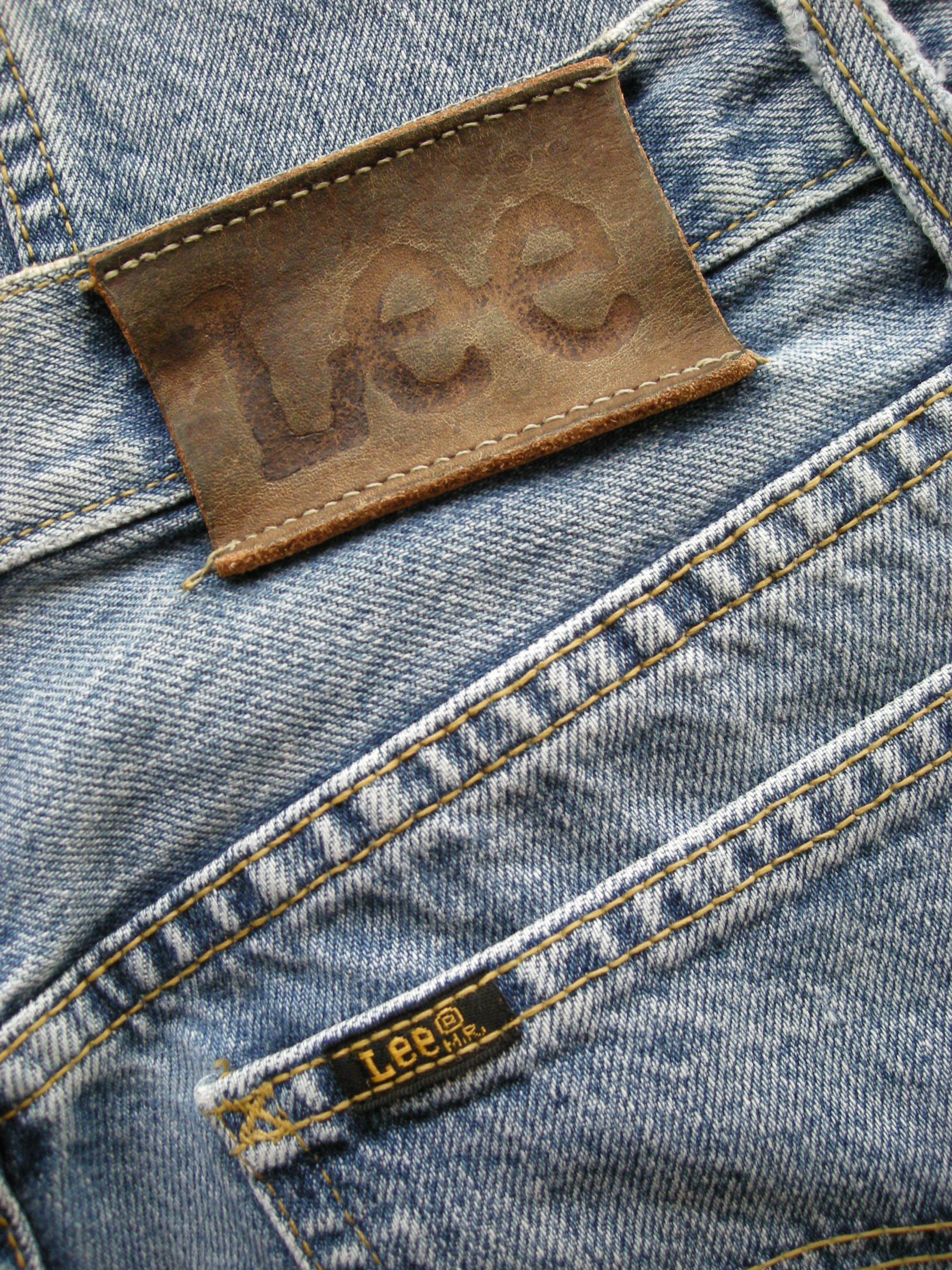
リーのジーンズ

## 概要
1911年に独自の衣料工場を設立し、デニム衣料などを作り始める（この時のダンガリーズが後のリー・ライダースになる）。
普通のジーンズはバックポケットが将棋の駒を天地逆にした形が多いが、リーのものはバックポケット下部が丸くなっているのが特徴。バックポケットのステッチ（レイジーS）は馬の口を横から見た形という説が有力。
1987年以降日本での商品開発・製造、販売はすべてエドウインへ移行した。ラングラーなどのライセンスはリー・ジャパン㈱が所持している。
なお、アメリカ製リーだが、日本では、輸入衣料店で扱いがない限り新品の入手は困難である
また、このメーカーに限ったことではないが、最近はジーンズメーカーと肌着メーカーが提携し、ボクサーブリーフやトランクス・Tシャツなどのインナーウエアを販売するケースも増えてきている。
アメリカの著名俳優であったジェームズ・ディーンがリーのジーンズを愛用していたことは有名である。ちなみに彼の代表作『理由なき反抗』と『ジャイアンツ』の2本に、リー・ライダースLOT101Zをはいて出演している。なお、「ジェームズ・ディーンがリーバイスを穿いていたというのは誤りで、遺された彼の写真の中にリーバイス製ジーンズをはいていた姿はない」とする説があるが、ディーンの友人でもある写真家ロイ・シャットの写真集『ジェームスディーン写真集』の中に私生活のディーンがリーバイスの特徴であるアーキュエット・ステッチが入ったバック・ポケットのジーンズ、即ちリーバイス・ジーンズを穿いている写真がある。